# Trescowthick
Trescowthick war ein australischer Hersteller von Automobilen und Motorrädern.

## Unternehmensgeschichte
Das Unternehmen C. H. Trescowthick aus Adelaide stellte ursprünglich Stationärmotoren her. 1903 begann unter Leitung von Charles Trescowthick die Produktion von Automobilen. Der Markenname lautete Trescowthick. Im gleichen Jahr endete die Automobilproduktion.

## Automobile
Das erste Fahrzeug war ein Tricar, ein Dreirad mit vorderem Passagiersitz. Ein luftgekühlter Motor von De Dion-Bouton mit 330 cm³ Hubraum und 2,5 PS Leistung trieb das Fahrzeug an.
Außerdem entstanden zwei leichte vierrädrige Fahrzeuge, Quad genannt, vermutlich Quadricycles.